# جرابوسكى جو
جرابوسكى جو (بالإنجليزية: Joe Graboski)‏ مواليد 15 يناير 1930 - الوفاة 02 يوليو 1998، كان لاعب كرة سلة أمريكي. بدأ مسيرته الاحترافية في سنة 1948. بلغ طوله 6 قدم 7 بوصة (2.0 م). اعتزل اللعب في 1967. فاز بلقب دوري إن بي إيه.

## المسيرة الاحترافية
لعب مع شيكاغو ستايغس من سنة 1948 إلى 1950، ثم لعب مع غولدن ستايت ووريورز من سنة 1953 إلى 1961، ثم لعب مع أتلانتا هوكس في موسم 1961–62 ، ثم لعب مع واشنطن ويزاردز في سنة 1961، ثم لعب مع فيلادلفيا سفنتي سيكسرز في موسم 1961–1962.

## روابط خارجية
- جرابوسكى جو على موقع إن بي أي (الإنجليزية)
- جرابوسكى جو على موقع سبورتس رفرنس (الإنجليزية)
- جرابوسكى جو على موقع ريلجم (الإنجليزية)
- جرابوسكى جو على موقع بروبوليرز (الإنجليزية)